# Чернишов Єгор Олексійович
Єгор Олексійович Чернишов (рос. Егор Алексеевич Чернышев; нар. 10 липня 1998, Іркутськ, Росія) — російський футболіст, півзахисник та нападник.

## Життєпис
Футболом займався у спортшколі барнаульського «Динамо», після чого перейшов у систему «Байкалу». Дорослу футбольну кар'єру розпочав у складі клубу «Сибір-2». Дебютував за вище вказану команду у ПФЛ Росії 19 липня 2015 року в поєдинку проти омського «Іртиша». У 2016-2019 роках захищав кольори іркутського «Зеніту». 2019 року перейшов у «Носту». У вересні 2020 року вирушив на перегляд до білоруської «Білшини». За його підсумками разом зі своїм співвітчизником Євгеном Бутаковим та Станіславом Сазановичем підписав контракт із клубом. У місцевій Прем'єр-лізі провів єдиний матч 28 листопада проти «Руху» (3:7), в якому замінив після перерви Владислава Солановича. Завершив кар'єру 2022 року в керченському «Океані».

## Досягнення
- Другий дивізіон (зона «Схід»)
  -  Бронзовий призер (1): 2018/19